# Влюбеният Айфел
„Влюбеният Айфел“ (на френски: Eiffel) е френско-германски игрален филм от 2021 г. на режисьора Мартин Бурбулон.
Филмът проследява проектирането и построяването на Айфеловата кула за Световното изложение в Париж през 1889 г., също толкова впечатляваща, колкото работата му по Статуята на свободата. Но Густав Айфел иска да проектира метрото. Когато среща мистериозната Адриан, изведнъж всичко се променя. Филмът разказва за инженерен подвиг през призмата на вълнуващия живот на създателя на Айфеловата кула и на шеметната любов, която го вдъхновява. Густав Айфел изпъква като визионер с изключителен дух с желание да завещае внушително наследство на поколенията, независимо от натиска върху него. По филма е написана книга, която провокира допълнителен интерес към кинематографичната творба на Мартин Бурбулон.